# Fløngs kyrka
Fløngs kyrka (danska: Fløng Kirke) är en kyrka som ligger i tätorten Fløng i Høje-Tåstrups kommun väster om Köpenhamn.

## Kyrkobyggnaden
Kyrkans äldsta delar uppfördes under senare delen av 1100-talet. Omkring år 1200 tillkom kyrktornet. På 1400-talet höjdes tornet med 19 meter, ett vapenhus åt norr byggdes och kyrkorummet försågs med kryssvalv. Omkring år 1500 revs det romanska koret i öster och ersattes av nuvarande raka kor med samma bredd som övriga långhuset. Södra vapenhuset i gotisk stil uppfördes någon gång på medeltiden.
I sin nuvarande form består kyrkan av ett långhus med rakt kor i öster och torn i väster. Vid långhusets södra sida finns ett vidbyggt vapenhus. I vinkeln mellan tornet och vapenhuset finns ett materialhus som är uppfört i modern tid. Vid långhusets norra sida finns ett vidbyggt kapell som tidigare var vapenhus.
Långhuset och tornet har sadeltak som är belagda med rött taktegel och har trappgavlar. Ytterväggarna är vitkalkade bortsett från tornet som är putsat med cement.

## Inventarier
- Dopfunten av granit är från 1100-talet. Funten är i romansk stil och saknar uttömningshål. Tidigare hade den ett snidat lock av trä, men numera hänger locket under predikstolen.
- Predikstolen som utsmyckades 1617 är tillverkad av Brix Snedkers verkstad i Roskilde.
- Altartavlan är tillverkad 1629 av Roskildemästaren Brix Michgell.
- Orgeln med 13 stämmor är tillverkad 1992 av Frobenius.